# Sabermétrie
La sabermétrie ou sabermétrique (en anglais sabermetrics) est une approche statistique du baseball. Le mot tire son origine de l'acronyme SABR (pour Society for American Baseball Research) et fut suggéré par l'historien Bill James, l'un de ses adeptes les plus connus, qui décrit la sabermétrie comme « la recherche de la connaissance objective sur le baseball ». Cette approche a été popularisée dans la dernière décennie[Laquelle ?] par le livre Moneyball de Michael Lewis, publié en 2003, et par le film du même nom paru en 2011.

## Histoire
Le livre Percentage Baseball d'Earnshaw Cook (en) en 1964 est cité comme l'ouvrage précurseur de l'approche sabermétrique, et ce une trentaine d'années avant que le néologisme ne soit utilisé. L'année de la publication de l'ouvrage, Sports Illustrated y consacre d'ailleurs sous la plume de Frank Deford un article intitulé Baseball Is Played All Wrong (« Le baseball est mal joué »). L'essai de Cook s'attire des compliments dans le monde du baseball, notamment du propriétaire des White Sox de Chicago Bill Veeck et du gérant des Dodgers de Los Angeles Walter Alston. Mais il est rapidement rejeté par la plupart, l'approche de l'auteur étant jugée trop mathématique et le langage utilisé trop académique. Cook y apporte des suggestions qui remettent en question certaines stratégies souvent adoptées au baseball, comme l'amorti-sacrifice, qu'il considère comme l'un des jeux les plus contre-productifs de ce sport.

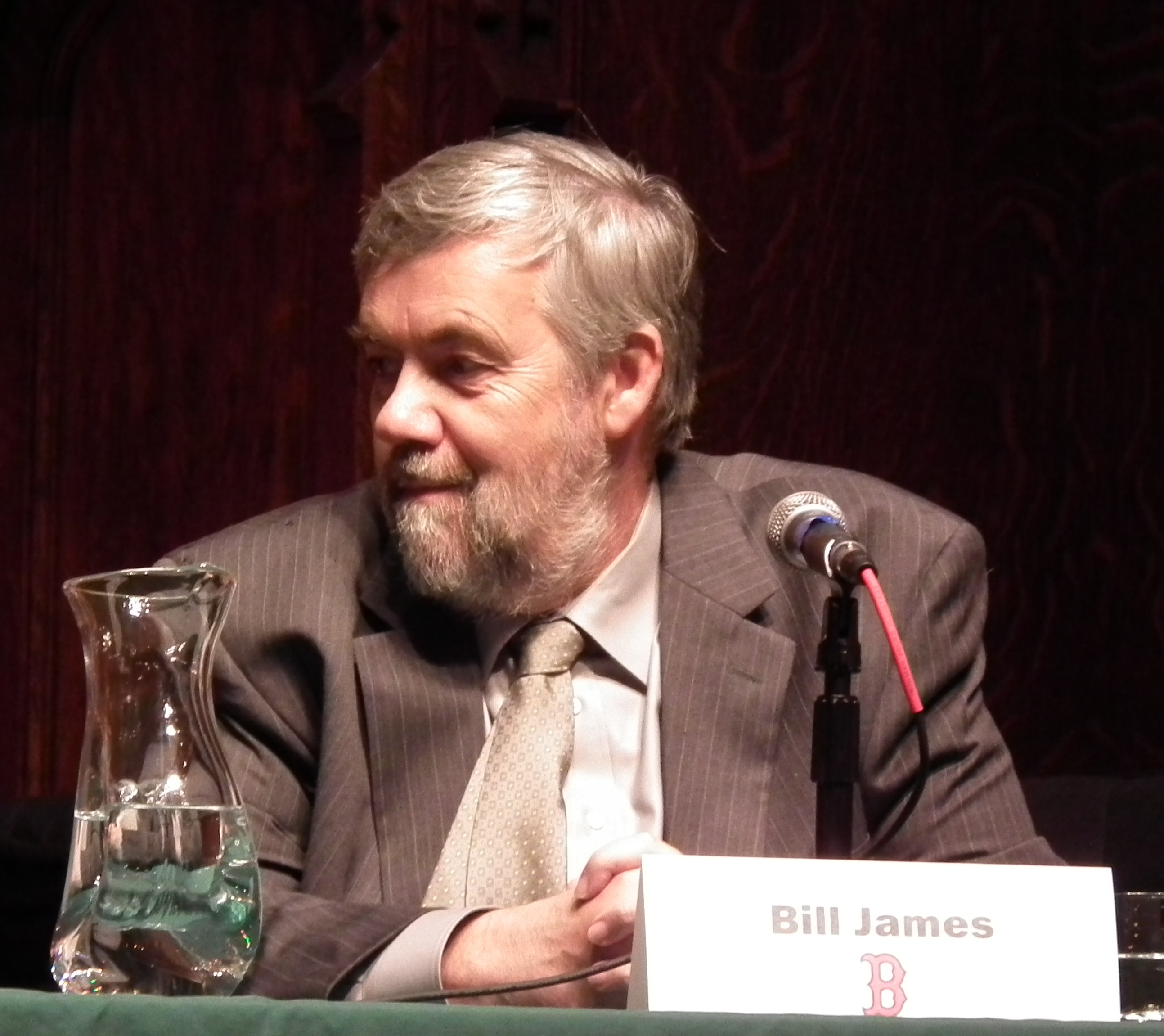
Bill James.

Branch Rickey, dirigeant des Dodgers de Los Angeles connu pour les nombreuses innovations qu'il apporta à son sport, est aussi considéré comme l'un des précurseurs de la sabermétrie. En 1947, il engage le statisticien Allan Roth, qui invente une formule pour calculer la moyenne de présence sur les buts, plus utile selon lui que la moyenne au bâton pour évaluer l'apport d'un joueur à son équipe. En 1954, Rickey publie dans le magazine Life un article provocateur intitulé The 'Brain' of the game unveils formula that statistically disproves cherished myths and demonstrates what really wins (« Le cerveau du sport dévoile la formule qui démolit les mythes tant aimés et démontre ce qui est vraiment gagnant »). Cette nouvelle mesure (la moyenne de présence sur les buts) est largement ignorée au cours des décennies qui suivent, hormis quelques exceptions, et ce n'est qu'en 1995 que Sandy Alderson, mentor de Billy Beane, en fera le centre de son approche avec les Athletics d'Oakland.
L'un des adeptes de la sabermétrie ayant le plus contribué à élaborer cette approche et la faire connaître est l'historien et auteur Bill James. Son premier livre a pour titre 1977 Baseball Abstract: Featuring 18 Categories of Statistical Information That You Just Can't Find Anywhere Else, ou en français : « 18 catégories d'information statistique que vous ne pouvez trouver nulle part ailleurs ». Dans 1981 Baseball Abstract, Bill James décrira Earnshaw Cook comme un auteur qui « savait tout sur les statistiques et rien du tout sur le baseball, et pour cette raison toutes ses réponses sont erronées et toutes ses méthodes inutiles ». James a inventé en 1980 le mot sabermetrics, qui réfère à Society for American Baseball Research, une société historique fondée en 1971 ayant pour objet l'étude du baseball.

## Description
The Sabermetric Manifesto de David Grabiner (1994) débute ainsi :
« Bill James définit la sabermétrie comme  "la recherche de la connaissance objective sur le baseball". Elle tente de répondre à des questions objectives sur le baseball, telles "quel joueur chez les Red Sox a le plus contribué à l'offensive de l'équipe" ou "combien de circuits frappera Ken Griffey l'an prochain". Elle ne peut considérer les jugements, importants mais subjectifs, qui font partie du jeu, comme  "quel est ton joueur favori" ou  "c'était un excellent match". »
La sabermétrie tentera de répondre à des questions telle « Willie Mays était-il plus rapide que Mickey Mantle » en établissant plusieurs paramètres possibles pour étudier objectivement la rapidité d'un athlète (par exemple, le nombre de triples ou de buts volés obtenus par les deux joueurs, le nombre de fois où ils ont été retirés en tentative de vol) et en risquant une réponse basée sur cette analyse et ces comparaisons. La technologie moderne, qui permet d'observer et de noter chaque situation de jeu, par exemple chaque lancer ou la position exacte des joueurs en défensive sur le terrain à tout moment, facilite la tâche des sabermétriciens dans leur collecte de données et l'analyse de celles-ci.
Les adeptes de la sabermétrie remettent fréquemment en questions les statistiques traditionnelles en usage au baseball. Certaines statistiques, comme les points produits ou la moyenne au bâton pour les frappeurs, les victoires ou les sauvetages chez les lanceurs, ou encore le total d'erreurs défensives commises par un joueur, sont fréquemment mentionnées comme mesures inadéquates pour bien juger de la qualité d'un athlète pratiquant le baseball.
La sabermétrie tente non seulement de déterminer la valeur d'un joueur ou d'une équipe, mais tente aussi de prédire la valeur future des joueurs et des équipes en analysant mieux les situations présentes pour énoncer des pronostics qui ne sont pas basés sur des jugements de valeur ou des impressions.

## Moneyball
En 2003, l'auteur Michael Lewis publie son livre Moneyball: The Art of Winning an Unfair Game, qui amènera un plus large public à être familier avec le terme sabermetrics, à plus forte raison lorsque le film Moneyball qui en est inspiré paraît en 2011 avec Brad Pitt dans le rôle principal. Lewis explique la stratégie des Athletics d'Oakland et de leur manager général Billy Beane. En 2002, las d'être victimes d'une situation financière désavantageuse et possédant un budget très restreint en comparaison des équipes fortunées de la Ligue majeure de baseball, tels les Yankees de New York ou les Red Sox de Boston, les Athletics décidèrent de se détourner des mesures traditionnelles d'évaluation du talent et des performances pour utiliser des outils d'études plus empiriques. Au lieu de chasser les agents libres auxquels les grosses pointures du baseball offraient des sommes élevées, les Athletics dépensent leur budget plus modestement en choisissant des joueurs parfois laissés pour compte ou dont la valeur n'a pas été évaluée avec autant de soin par les autres équipes. Les Athletics d'Oakland participent aux séries éliminatoires du baseball majeur grâce à cette approche, bien qu'ils ne parviennent pas à remporter de Série mondiale. 
La pertinence et les limites de l'approche Moneyball apparaissent rapidement au cours des années qui suivent : son adoption par d'autres clubs neutralise en partie l'avantage de l'équipe d'Oakland. Ainsi, les Red Sox de Boston, franchise malheureuse depuis des années, confient un poste d'importance au jeune Theo Epstein qui, appliquant les idées Moneyball avec un budget beaucoup plus élevé, participe à la construction d'une équipe qui remporte en 2004 sa première Série mondiale depuis 1918 et rafle deux titres en quatre ans. Suivant l'expérience Billy Beane et Moneyball, un grand nombre de clubs de la Ligue majeure de baseball s'intéresse à la sabermétrie. Ils engagent du personnel familier avec cette approche et des statisticiens. Avec une philosophie héritée de Moneyball, les Rays de Tampa Bay remportent en 2008 le championnat de la Ligue américaine. En 2012, les Athletics d'Oakland surprennent les Rangers et les Angels et gagnent le titre de leur division, un dénouement inattendu qui relance le débat sur la pertinence de l'effet Moneyball pour expliquer le succès de ce club moins fortuné,.

## Exemples de statistiques sabermétriques
| Acronyme          | Anglais                            | Français                                                   | Joueurs concernés     | Description |
| ----------------- | ---------------------------------- | ---------------------------------------------------------- | --------------------- | --- |
| OPS               | On-base plus slugging              | Présence plus puissance                                    | Frappeurs             | Une moyenne (OPS) est créée à partir de la moyenne de présence sur les buts et la moyenne de puissance. |
| WHIP              | Walks plus hits by innings pitched | Buts-sur-balles et coups sûrs accordés par manches lancées | Lanceurs              | Plus la WHIP est basse, plus le lanceur s'est montré efficace. Un lanceur affichant une WHIP autour de 1,0 (donc une moyenne de 1 coup sûr ou but-sur-balle par manche de travail) devrait figurer parmi les meilleurs. |
| WAR               | Wins above replacement             | Victoires au-dessus du remplacement                        | Frappeurs et lanceurs | Il s'agit de déterminer combien de victoires supplémentaires pour son club un joueur peut valoir, si on le compare à un joueur de remplacement. Ce dernier aurait une valeur de 0 (ne cause ni victoire ni défaite à son club). Un joueur ayant une WAR au-dessus de 0 aide donc son équipe à gagner un certain nombre de matchs. Plusieurs formules existent, tant pour les frappeurs que les lanceurs. Par exemple, Baseball Reference, FanGraphs, Baseball Prospectus et ESPN ont leur propre calcul qui est généralement détaillé avec leurs statistiques. Ces formules calculent l'apport offensif mais aussi la prévention de points (jeu défensif).                                            |
| RC                | Runs created                       | Points créés                                               | Frappeurs             | Détermine l'efficacité d'un joueur à amener son club à marquer des points. Plusieurs formules existent, mais règle générale elles divisent le nombre de situations où un joueur atteint les buts (coups sûrs, total de buts) et les situations le frappeur devenu coureur avance sur les buts (buts volés) par le nombre d'opportunités (passages au bâton), en y soustrayant un nombre de situations de jeu négatives (retrait en tentative de vol, frapper dans un double jeu, etc.). |
| BABIP             | Batting average on balls in play   | Moyenne au bâton pour les balles en jeu                    | Lanceurs et frappeurs | Calcule pour un frappeur la moyenne à laquelle une balle qu'il place en jeu résulte en un coup sûr. Pour un lanceur, il détermine le nombre de balles frappées par l'adversaire qui deviendront des coups sûrs. Dans les deux cas, une BABIP très élevée ou très basse est difficile à maintenir et sert pour les sabermétriciens d'alerte, puisqu'il est assumé que le joueur devrait améliorer significativement sa performance à moyen terme, ou au contraire enregistrer une régression importante. |
| UZR               | Ultimate Zone Rating               | Mesure de zone ultime                                      | Joueurs en défense    | Elle sert à déterminer la valeur d'un joueur en défensive, peu importe la position à laquelle il joue, en tenant compte d'un nombre de jeux jugés positifs ou négatifs. |
| RF                | Range Factor                       | Portée                                                     | Joueurs en défense    | Calcule l'efficacité défensive des joueurs à chaque position en tenant compte du nombre total de situations de jeu et de retraits auxquels le joueur participe. Le range factor se veut une alternative à la moyenne défensive ou aux erreurs, mesures jugées trop imprécises pour connaître la valeur défensive d'un joueur. |
| Départ de qualité | Quality start                      | Départ de qualité                                          | Lanceurs partants     | Comme son nom l'indique, détermine le nombre de bons matchs entrepris par un lanceur partant. Élaborée par John Lowe du Philadelphia Inquirer en 1985, elle mesure la valeur apportée à l'équipe par un lanceur partant en rejetant la simple addition des décisions (victoires ou défaites) puisque celles-ci sont largement déterminées par la performance globale de l'équipe et non pas uniquement celle du lanceur. |
| PF ou BFP         | Park Factor ou Batting Park Factor | Facteur de stade (ou facteur de stade de frappeur)         | Frappeurs et équipes  | Les stades du baseball majeur ne sont pas standard. Les dimensions du terrain, profondeur du champ extérieur, hauteur des clôtures peuvent varier, ainsi que les facteurs météorologiques (vents, humidité, stade couvert ou non, altitude comme dans le cas du Coors Field au Colorado). Ceci affecte positivement ou négativement les performances offensives des équipes y évoluant et amène certains clubs à élaborer leur alignement en conséquence. Par exemple, l'emphase sera mise sur la qualité des lanceurs dans un grand stade ou il est plus difficile de frapper des circuits. Le Park Factor calcule ces variables. Il est parfois utilisé pour ajuster certaines autres statistiques. |
| OPS+              | Adjusted on-base plus slugging     | OPS ajustée                                                | Frappeurs             | Il s'agit de l'OPS (moyenne formée à partir de la moyenne de présence sur les buts et la moyenne de puissance d'un frappeur) ajustée en fonction du stade où le joueur évolue (Park Factor). |
| ISO               | Isolated Power                     | Puissance isolée, ou puissance pure                        | Frappeurs             | La moyenne de puissance d'un frappeur une fois qu'on y a soustrait sa moyenne au bâton. |

## Adeptes notables

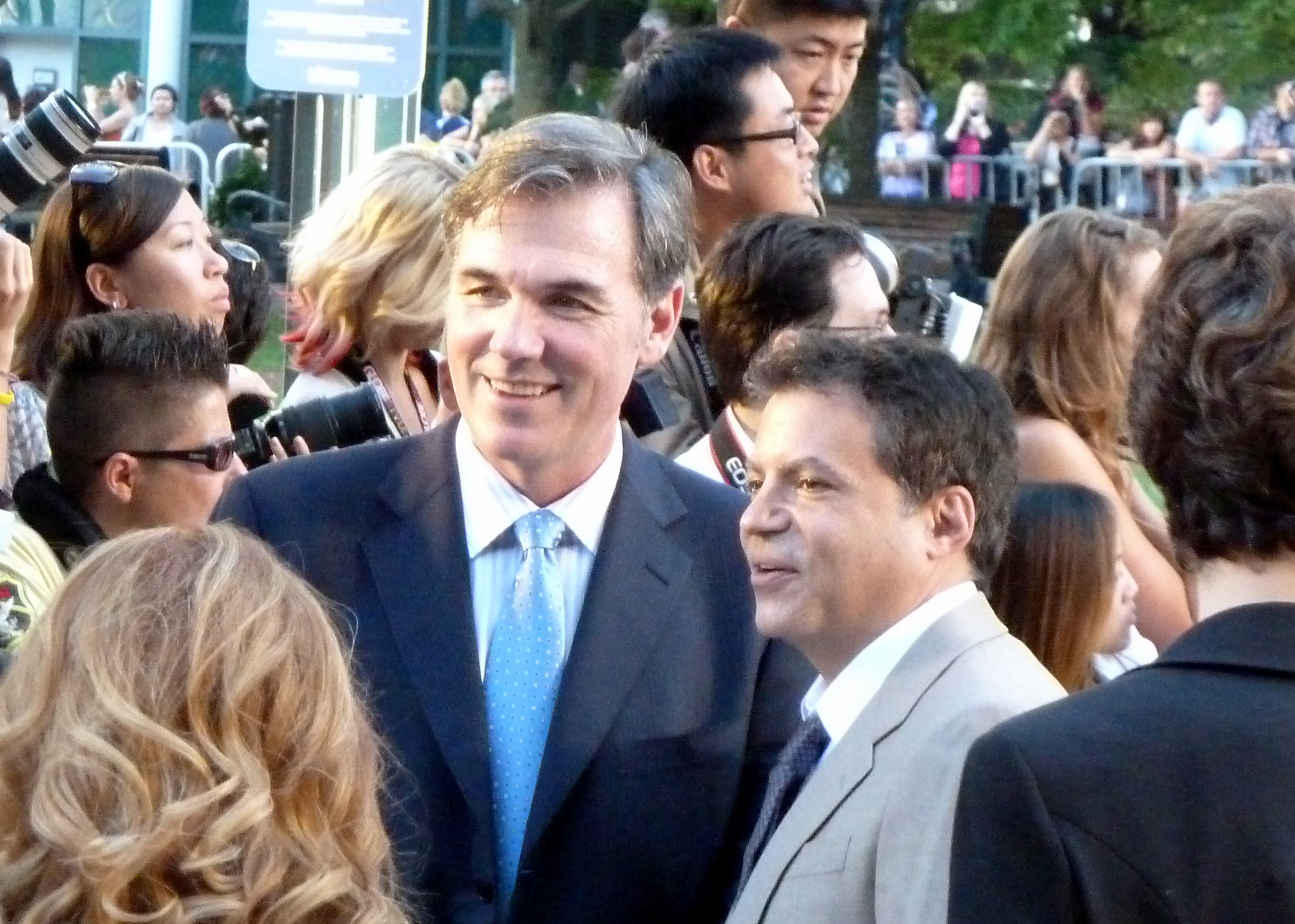
Billy Beane (à gauche) et Michael De Luca en septembre 2011 au Festival du film de Toronto.

- Billy Beane, directeur gérant des Athletics d'Oakland de la Ligue majeure de baseball (MLB)
- Paul DoPodesta, assistant de Billy Beane et l'une des figures importantes de Moneyball
- Sandy Alderson, directeur-gérant des Athletics d'Oakland et des Mets de New York
- Craig R. Wright, historien, auteur et statisticien. Chez les Rangers du Texas, il fut la première personne employée par une équipe du baseball majeur à porter le titre de sabermétricien
- Theo Epstein, ancien directeur gérant des Red Sox de Boston et actuel président des Cubs de Chicago
- Bill James, historien et auteur

### Publications
- Baseball Prospectus
- FanGraphs
- The Hardball Times[19]
- Society for American Baseball Research (SABR)

### Autres
- Les Fielding Bible Awards, un prix décerné aux joueurs de baseball après une analyse de statistiques sabermétriques.

## Dans la culture populaire
- Moneyball: The Art of Winning an Unfair Game, livre de Michael Lewis publié en 2003.
- Moneyball, adaptation cinématographique de 2011 du livre du même nom, réalisé par Bennett Miller et mettant en vedette Brad Pitt.
- L'épisode Talentueux malgré lui (titre original : Hardball) de la troisième saison de la série télévisée Numb3rs, en 2006, a pour thème la sabermétrie
- Dans l'épisode MoneyBART de la saison 22 des Simpsons en 2010, Lisa tente de transformer l'équipe de petites ligues de Bart en club gagnant grâce à la sabermétrie. L'épisode, où Bill James est personnalité invitée, est inspiré du livre Moneyball et son titre est un jeu de mots y faisant référence.